# هيلدا كاثرين روس
هيلدا كاثرين روس هي رسامة كندية، (و. 1902  م).